# Izbično
Izbično ist eine Ortsgemeinschaft der Stadt Široki Brijeg im Südwesten des Staates Bosnien und Herzegowina.

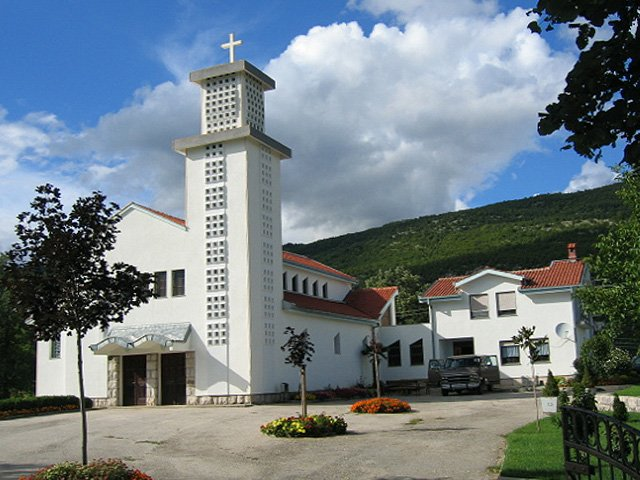
Katholische Kirche in Izbično

Die fast ausschließlich von Kroaten bevölkerte Ortsgemeinschaft liegt in der westlichen Herzegowina und hat 478 Einwohner (2010).
Sie gliedert sich in die Siedlungen Izbično, Donja Britvica, Gornja Britvica und Tribošić.